# Montgomerytraktaten
Montgomerytraktaten (engelsk: Treaty of Montgomery) af 29. september 1267 førte til at Llywelyn ap Gruffudd (Llywelun den sidste) fik sin titel som prins af Wales godkendt af den engelske konge Henrik 3. af England.
Llywelyn ap Gruffydd afsluttede, hvad hans farfar Dafydd ap Llywelyn (Llywelyn den store) havde påbegyndt: med magt og diplomati at få de andre walisiske dynastier under deres myndighed. De var begge fyrster af Gwynedd og formåede at udvide deres territorium. Disse erobringer og Llywelyn ap Gruffyds titel prins af Wales blev anerkendt af kong Henrik 3. i 1267.
Efter Edvard 1. blev konge i England i 1272, blev forholdet mellem de to lande dårligere, og i 1276 erklærede han krig mod Llywelyn. Året efter blev freden ved Aberconwy underskrevet. Den erstattede montgomerytraktaten.